# Japans-Nederlandse betrekkingen
De betrekkingen tussen Japan en Nederland gaan terug tot 1609. Toen werd de handel tussen beide landen op gang gezet.

## Landenvergelijking
|                 | Japan                   | Koninkrijk der Nederlanden                                                                                               |
| --------------- | ----------------------- | --- |
| Bevolking       | 125.507.472 (2020)      | 17.595.017 (2020) |
| Oppervlakte     | 377.930 km²             | 42.201 km² |
| Dichtheid       | 332,1/km² (2020)        | 416,9/km² (2020) |
| Hoofdstad       | Tokio                   | Amsterdam |
| Regeringsvorm   | Parlementaire monarchie | Constitutionele monarchie - Parlementaire democratie                                                                     |
| Officiële talen | Japans                  | Nederlands, Fries, en Papiaments                                                                                         |
| Religie         | Shintoïsme, boeddhisme  | 27,0% Rooms-katholiek, 15,7% Protestant, 1,0% overig christelijk, 5,7% Islam, 2,3% overige religies, 48,2% geen gezindte |

## Geschiedenis

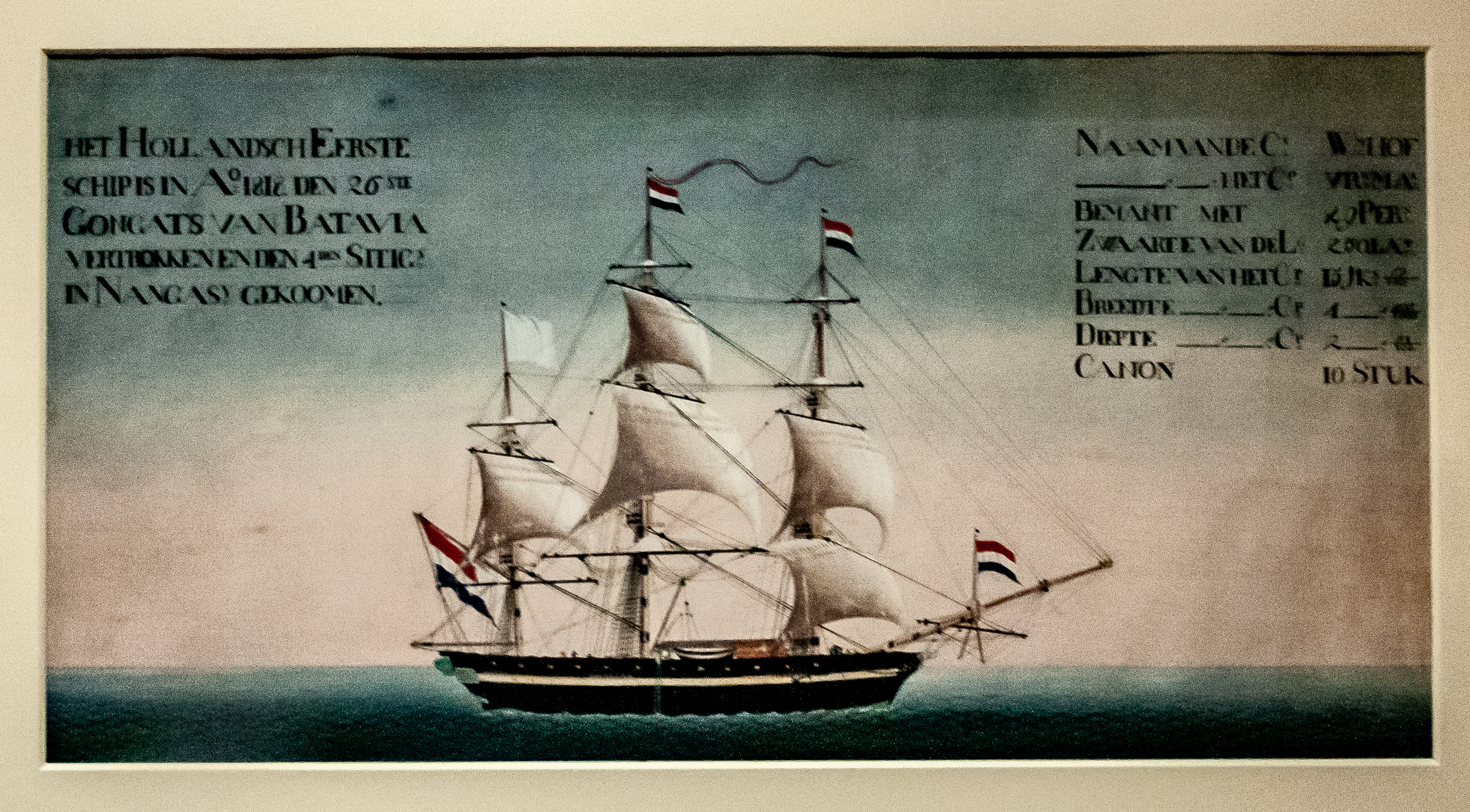

De handel tussen beide landen ontstond in 1609, toen de Nederlandse Verenigde Oost-Indische Compagnie een post op Hirado zette. Tijdens de Shimabara-opstand in 1637 kwamen christelijke Japanners in opstand tegen het Tokugawa-shogunaat. Zij werden tijdens deze opstand bijgestaan door de Nederlanders. Niettemin waren de Nederlanders, anders dan de Portugezen, niet geïnteresseerd in het verspreiden van het christendom. Portugese handelaren die na 1634 waren verbannen naar het kunstmatige eiland Dejima, omdat ze dan beter in de  gaten konden worden gehouden, werden  in 1639 het land uitgezet. De VOC was vanaf 1639 weliswaar de enige Westerse vertegenwoordiging in Japan, maar in 1641 werden de Nederlanders gedwongen om hun intrek te nemen om Dejima, als ze de handelsbetrekkingen met de shogun wilden continueren.  Dejima bleef tot 1859 een Nederlandse handelspost.

### Rangaku
Rangaku is het Japanse woord voor 'Nederlandkunde'. Via Nederlandstalige boeken leerden de Japanners nieuwe kennis en technieken uit Nederland en Europa. Dit hielp Japan uiteindelijk om snel te moderniseren.

### Militaire samenwerking
Na toenaderingspogingen van een aantal westerse staten, Verenigde Staten, Rusland, Engeland en Frankrijk werden in 1858 verdragen met deze landen en met Nederland gesloten die leidden tot de opening van drie Japanese havensteden voor de internationale handel, Hakodate, Kanagawa en Nagasaki.De Japanse regering zag al snel in dat een vloot noodzakelijk was om het land te beschermen. Hiervoor waren moderne schepen nodig. Het eerste schip was de Soembing (Kankō Maru) dat een gift was van de Nederlandse regering. Te Dordrecht werden nog drie schepen voor Japan gebouwd, later gevolgd door nog eens twee grotere schepen. Om de nieuwe Japanse zeemannen te trainen voor deze nieuwe, werd het Marinetrainingscentrum Nagasaki opgericht waar door twee opvolgende detachementen van de Nederlandse marine werd les gegeven (1857-1861). Een van de studenten was Enomoto Takeaki, een van de oprichters van de Japanse Keizerlijke Marine.

### Tweede Wereldoorlog en erna
Na de Japanse aanval op de Amerikaanse marine op Pearl Harbor, 7 december 1941,  verklaarde Nederland de oorlog aan Japan.  De invasie en de bezetting van Nederlands-Indië tijdens de Tweede Wereldoorlog was tevens de opmaat voor de Indonesische onafhankelijkheid, die op 17 augustus 1945, vlak na de Japanse overgave, door de Indonesische nationalistische leiders Soekarno en Hatta werd uitgeroepen. Nederland probeerde via militair ingrijpen  Nederlands-Indië onder Nederlands gezag te houden, maar op 9 december 1949 werd formeel de Indonesische onafhankelijkheid erkend.
Op 24 augustus 2009 gaf Nederland een 5 euromunt uit ter herdenking van de 400 jaar durende handelsbetrekkingen met Japan.

## Fysieke herinneringen
Zowel in Japan als in Nederland zijn er cultureel/historische zaken die herinneren aan de betrekkingen tussen beide landen:
Japanse zaken in Nederland:
- SieboldHuis, Leiden
- Japanse tuin Landgoed Clingendael, Den Haag
- Japanse tuin Hortus botanicus Leiden, Leiden
- Japanse collectie Wereldmuseum, Leiden
- Japanse collectie Rijksmuseum van Oudheden, Leiden
- In Nederland zijn verschillende plaatsen met een verwijzing naar Decima; Decimastraat in Delft en Leiden, Laan van Decima in Haarlem en Hof van Decima in Brummen.

Nederlandse zaken in Japan:
- Dejima, Decima of Deshima, Nagasaki
- Borstbeeld Dr A.F. Bauduin, Tokio
- Monument Jan Joosten van Lodensteijn, Tokio (Yaeshu, nabij Tokyo Station)
- Beeld van Erasmus afkomstig van het schip De Liefde, Nationaal museum van Tokio[1]
- Monument Shimonoseki, Shimonoseki
- Kruisweg met Nederlands onderschrift in een huwelijkskapel te Kokura[2]
- Draaiende lantaarn geschonken in 1643 door de Staten-Generaal aan de Japanse keizer en geplaatst in Nikko.[3] Een schaalmodel van de lantaarn bevindt zich in het Sakurayama Nikko Hall museum in Takayama.
- Borstbeelden van William Adams en Jan Joosten van Lodensteyn, een replica beeld van Erasmus en een model van het galjoen De Liefde op het eiland Kuroshima ter nagedachte aan de landing van dit galjoen in 1600. (Japans, gebruik translate) [dode link]
- Carillon in Imari met onder andere een Nederlands VOC schip.
- Standbeeld van Cornelis van Doorn, ter nagedachtenis aan de Nederlandse ingenieur verantwoordelijk voor het Asaka-irrigatieproject bij de stad Koriyama in de 19e eeuw.
- Standbeeld van Johannis de Rijke (in de stad Aisai, Aichi prefect.), een Nederlandse waterbouwkundige verantwoordelijk voor o.a. meerdere rivierverbeteringsprojecten in de 19e eeuw.
- Nederlandse handelspost in Hirado, de Japanse plek waar de Japans-Nederlandse betrekkingen ontstonden. Deze handelspost was afgebroken een aantal jaar na de bouw en de stenen zijn gebruikt voor de Saiwaibrug (Saiwaibashi) te Hirado. Tegenwoordig is de Nederlandse handelspost, herbouwd in 2012, te bezoeken als museum.

## Emigratie
Er wonen zo'n 7.000 Japanners in Nederland.

## Diplomatieke missies
Japan heeft een ambassade in Den Haag. Nederland heeft een ambassade in Tokio en een consulaat in Osaka.